# Vinette Ebrahim
Vinette Ebrahim (sinh ngày 21 tháng 2 năm 1957) là một nữ diễn viên người Nam Phi và nhà viết kịch được biết đến với vai diễn Charmaine Beukes Meintjies trong vở opera xà phòng SABC 2 7de Laan. Cô là em gái của nam diễn viên Vincent Ebrahim.

## Tuổi thơ
Ebrahim là em gái của nam diễn viên người Anh gốc Phi Vincent Ebrahim. Anh trai cô, hơn cô sáu tuổi, đặt tên cho Ebrahim.
Cha của Ebrahim làm giáo viên ở Woodstock, ngoại ô Cape Town, Nam Phi, đồng thời là một diễn viên, nhà văn và đạo diễn. Vào cuối những năm 1950, ông chuyển cả gia đình đến thành phố Coventry, Anh để làm quản lý sân khấu. Gia đình cô sau đó trở về Nam Phi.

## Sự nghiệp
Ebrahim đã tuyên bố rằng cô đã học diễn xuất "tại chỗ" ở Cape Town, làm việc như một nghệ sĩ sân khấu, diễn viên và các công việc khác trong nhà hát.
Ebrahim đã đóng vai chính Charmaine Beukes Meintjies trong vở opera xà phòng truyền hình Nam Phi 7de Laan kể từ năm 2000.
Ebrahim đã biểu diễn tại các nhà hát và tại các lễ hội sân khấu trên khắp Nam Phi, bao gồm Suidoosterfees và Klein Karoo Nadeale Kunstefees.Klein Karoo Nasionale Kunstefees. Tại lễ hội Klein Karoo năm 2007, cô đã biểu diễn trong một sản phẩm tiếng Afgan của vở kịch Athol Fugard, Boesman en Lena. Cô đã nhận được giải thưởng Kanna cho Nữ diễn viên xuất sắc nhất cho vai diễn Lena.
Tại lễ trao giải Nhà hát Naledi 2013, Ebrahim đã giành giải thưởng cho vai diễn xuất sắc nhất trong một vở kịch trong vai trò hàng đầu (Nữ) cho My Naam/Name is Ellen Pakkies. Vở kịch kể về câu chuyện đời thực của một phụ nữ Nam Phi bị kết án giết chết đứa con trai nghiện ma túy sau nhiều năm bị lạm dụng.